# Kleopatra i Cezar
Kleopatra i Cezar (albo Kleopatra), podtytuł: Tragedia historyczna ściśle w równi do grania, jako i do odczytów napisana: z uwzględnieniem gestów dramatycznych i onych ciągu – 3-aktowa tragedia wierszem Cypriana Kamila Norwida. Powstała ok. 1870-1872, uzupełniana była przez poetę do ok. 1879 roku, pozbawiona jest zakończenia (brak części aktu 3).
Pierwszy raz utwór ogłoszony został przez Zenona Przesmyckiego w „Chimerze” w 1904, a wystawiony w teatrze we Lwowie przez Konstantego Tatarkiewicza na podstawie tekstu opracowanego przez Wilama Horzycę 19 grudnia 1933. Na scenę Teatru Narodowego w Warszawie Kleopatra weszła 15 czerwca 1967.
Rękopis Kleopatry i Cezara, ocalały wraz z luźnymi, autorskimi notatkami i znajduje się obecnie w zbiorach Biblioteki Narodowej w Warszawie. Autograf obejmuje dwie części – tekst właściwy i notatki. Poeta w notatkach nakreślił nigdy niezrealizowany przez niego plan brakujących scen.

## Okoliczności powstania utworu
Zainteresowanie postacią Cezara towarzyszyło Norwidowi od młodości. W 1847 przeczytał tragedię Szekspira Juliusz Cezar. Śladem tej lektury jest pierwszy z Zarysów obyczajowych zatytułowany Rzeczywistość. W 1849 Cezar pojawia się jako jeden z rozmówców dialogu Vendôme, w 1851 jako rozmówca w dialogu Do Henryka. W 1855 Norwid przetłumaczył dwie sceny z tragedii Juliusz Cezar.
Z postacią Kleopatry mógł się spotkać pełniej po powrocie z Ameryki, kiedy studiował w szerokim zakresie literaturę i historię starożytną. Bezpośredniego impulsu do napisania tragedii dostarczyła zapewne Wystawa Powszechna z 1867 w Paryżu, którą poeta często odwiedzał i opisywał w prasie i w listach. Na wystawie pokazano bogato urządzony dział egipski, którego komisarzem był przyjaciel Norwida z czasów warszawskich, Edmund Chojecki.
Nie wiadomo kiedy Norwid rozpoczął pracę nad dramatem. Mógł pracować nad nim już w 1869, skoro w Assuncie wspominając podróże literackie jakie bohater poematu (domyślnie: Norwid) dzielił ze swą ukochaną wymienia wizytę u piramid na rozłodze płaskiej. Biorąc pod uwagę żmudne i pracochłonne studia historyczne, jak i późniejsze trudności, które nie pozwoliły mu dokończyć tragedii, przyjmuje się, że musiał rozpocząć pracę nad nią najpóźniej w 1870–1871. W czerwcu 1872 przerwał ją niewątpliwie, pisząc w pośpiechu ze względu na krótki termin, na konkurs Pierścień Wielkiej Damy. 19 listopada 1872 w liście do Józefa Bohdana Zaleskiego donosi, że ukończył właśnie dramat pisany na konkurs, a brakuje mu jeszcze pół aktu jego ukochanej tragedii Kleopatra i Cezar, w trzech aktach. Niepowodzenie konkursowe, a może i inne jakieś względy sprawiły, że nigdy tej pracy nie dokończył. Poeta próbował zainteresować swoją tragedią wydawców w 1874 i ponownie w 1879. W 1879 też dokonał zapewne ostatnich poprawek tekstu, pod wpływem wrażeń z podróży do Egiptu jego ucznia Mieczysława Geniusza i wydania w Pizie tragedii o Kleopatrze Elżbiety Bośniackiej-Tuszowskiej. Wtedy też opatrzył całość skróconym tytułem Kleopatra.  Tragedia ukazała się drukiem w VIII tomie Chimery w 1904.

## Osoby
- Kleopatra – królowa Egiptu
- Cezar – konsul rzymski
- Eukast – podczaszy
- Rycerz – urodzony w Rzymie
- Kondor – łowczy
- Szechera – wróżbitka Kleopatry
- Szakal – sługa stołowy
- Her – sługa stołowy
- Faleg-Mun – syn nurka
- Ganimedion – zakochany młodzieniec
- Fortunius – oficer rzymski
- Kalligion – oficer rzymski
- Achilles – poseł króla egipskiego Ptolemeusza XIII
- Liktor – funkcjonariusz rzymski
- Aelius Cinna – poseł rzymski
- Karpon
- Harfiarz
- Lirnik
- Kornelia – wdowa po Pompejuszu
- Psymach – filozof, uczony i architekt
- Olimp[b] – medyk
- Eroe – zaufana Kleopatry
- Naczelnik straży
- Pojmany – uczeń Psymacha
- Setnik
- Delius[c] – zaufany Marka Antoniusza
- Pracownik
- Marek Antoniusz
- Dolabella[d] – poseł Oktawiana
- Plankus[e] – poseł Oktawiana
- I i II Chłopiec
- I i II Centurion
- I i II Kapłan

Sztuka rozgrywa się w Egipcie. I akt – 1 października 48 roku. II akt – w I połowie 47 (scena I w styczniu, pozostałe w czerwcu). III akt – w latach 32-30 (sceny 1-3 pod koniec wiosny lub na początku lata 32, niedokończona scena 6 we wrześniu 30).

## Treść

### Akt I (Wzajemność)

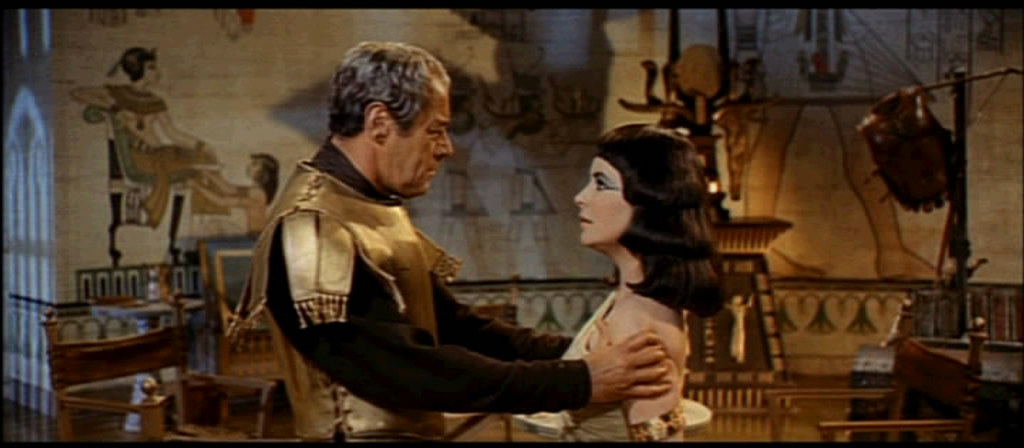
Kleopatra i Cezar. Scena z filmu Kleopatra. 1963.

Dworzanie Kleopatry spierają się o wartość wojsk rzymskich i egipskich. Rycerz powiadamia królową, że uciekający przed Cezarem Pompejusz został zamordowany po zejściu na ląd przez sługi jej brata i męża, Ptolemeusza. Kleopatra wydaje dyspozycje co do swej ukochanej gazeli, po czym odprawia swe sługi. Zostaje tylko Rycerz, który przestrzega ją przed Rzymianami. Jako urodzony w Rzymie wie o nich dosyć, by ich traktować poważnie. Jego ostrzeżenia nie znajdują jednak posłuchu u wodzów egipskich. Radzi królowej, by rozgłaszając, że zostaje w pałacu, skrycie się z niego wycofała. Królowa czyni go wodzem, by znalazł posłuch wśród innych wodzów, choć nic nie osłoni go to przed ich zazdrością.
Eukast i Kondor narzekają na upadek dawnej hierarchii społecznej. Zjawia się wróżbitka Szechera, która przyprowadziła dwóch młodzieńców. Kleopatra wydaje polecenia dotyczące potajemnego opuszczenia pałacu. Rozmyśla o swoim życiu martwej osiemnastolatki pomiędzy sfinksem a mumią, bez bliskich i towarzyszek. Obiecuje Szecherze złotą misę, jeśli opowie, co ją spotkało. Wróżbitka opowiada jak to królowej, przebranej dla niepoznaki za mieszczkę, nie rozpoznał mężczyzna niosący zawiniątko i młodzieniec podający wodę dziewczynie. Kleopatra widziała w ich oczach blask nieznanych sobie uczuć. Przywołany mężczyzna, Faleg-Mun, uratował ojca przed rekinem, ale nie uratował jego ręki. Teraz niósł ją, szczęśliwy, zmumifikowaną, chciał oddać ją ojcu, by mu służyła w przyszłym życiu. Młodzieniec, Ganimedion, wpatrywał się w oczy dziewczyny, w której był zakochany. Kleopatra obdarowawszy ich, wzdycha do szczęścia prostych poddanych. Każe sobie podać zbroję i wierzchowca. Szechera oddala się ze swą misą. Przestrzeżony przez nią Eukast chroni kosztowniejsze sprzęty i mumię. Resztę rozdrapują drobniejsi słudzy. Her usypia nad dzbanem.
Wkraczający do pałacu legioniści znajdują pijanego Hera, który uważa się za filozofa. Cezar przyjmuje posła Ptolemeusza, Achillesa, który składa mu w darze głowę i pierścień Pompejusza. Cezar jest oburzony podarkiem. Odsyła posłów, a miejsce zbrukane krwią każe obmyć i nakryć skórą lwa. Kiedy zjawia się Kleopatra, przywieziona łódką i wniesiona w opończy przez rosłego żołnierza egipskiego, Cezar pozwala jej uklęknąć na miejscu, gdzie upadła głowa Pompejusza. Kleopatra nawiązuje do dwóch swoich słynnych pereł, z których każda jest łzą: jedną wylaną nad Pompejuszem, drugą nad gazelką, którą jakiś żołnierz zabił i zjadł. Kleopatra przechodzi od gazelki zabitej przez żołnierza do Egiptu, który niechby został pozostawiony w spokoju, godnym jego przeszłości. Cezar przyznaje Egipcjanom nie dumę, która wymaga trudu, lecz pychę. Twierdzi, że Rzym przywraca ludom osiadłym na ich starych prawach ich istotę, lecz ukraca naruszanie praw. Lecz co zrobić z ludem, który nie chce być ludem, którego król zabija gościa, a nikt za to nie odpowiada. Trud wielkości wymaga wyrzeczeń, podróżnego krzesła, na którym się rozsądza sprawy. Jutrzenka przynagla Cezara do odjazdu. Podaje Kleopatrze ramię, na którym ona wsparta, czuje jakby opierała się o świat.

### Akt II (Wesele królewskie)

Cezar i Kleopatra G. B. Shawa. 1953.

Upłynęło kilka miesięcy. Cezar oblężony w Aleksandrii zaatakował oblegających, spalił im 73 okręty i odniósł zwycięstwo w bitwie. Młodociany Ptolemeusz XIII utonął. Cezar wręcza Cynnie listy do Rzymu. Pisze też list w sprawie zrównania małżeństw rzymskich z lokalnymi w imperium. Kleopatra rozważa różnicę pomiędzy losem kobiet i mężczyzn. Po czym oboje wsiadają na statek Thalam. Cezar ma jej pokazać jak blisko są krańce świata. Po odpłynięciu obojga Eukast dwoi się, aby, z polecenia Kleopatry, jak najwięcej aleksandryjczyków uczynić szczęśliwymi. Jednocześnie trwają przygotowania do pogrzebu Pompejusza. W legionach podobno panuje niezadowolenie. Lud nie wie czy to przygotowania do ślubu Kleopatry z kolejnym młodocianym Ptolemeuszem, czy może Cezar potajemnie wykradł królową. Her, który najął poetę, głosi swoje przewagi nad Rzymianami. Harfiarz wyśpiewuje pochwałę starego Egiptu. Potem chór młodzieńców i dziewcząt śpiewa pieśni biesiadne. Eukast obwieszcza koniec zabawy. Dopala się stos Pompejusza. Egipcjanie zapowiadają ślub Kleopatry z Ptolemeuszem. Rzymianie głoszą pochwałę Cezara. Okręt z Kleopatrą i Cezarem wpływa do portu.
Kleopatra wspomina, że zadrżała, gdy legie nie chciały iść dalej. Zdaniem Cezara widziała kraniec imperium świata. Nie trzeba być bogiem, jak chciał Aleksander. Być człowiekiem to wystarczający trud. Prosi, żeby jeszcze raz objęła jego dłonie, a potem, by zawarła ślub z bratem dla odkupienia niedołężności ojca, intryg siostry, nicości brata i męża i ludu wychowanego między sfinksem a mumią. Kleopatra prosi, by pisał do niej. Nadchodzą kapłani z testamentem Auletesa. Ten testament mumifikuje skrzydła orłów. Kapłani są dumni z mumii swych władców i są gotowi objąć opiekę nad królową. Rycerz donosi, że Kleopatra zarządziła przygotowanie znacznej ilości gońców. Cezar chwali jej czujność. Przed odjazdem udaje się do zamku, do którego przyniesiono mu głowę Pompejusza.
Kapłani cieszą się, że dzięki ślubowi monarchów pokonane zostały usiłowania przybysza zza morza. Martwi ich tylko brak koniunkcji planet, która zawsze takim ślubom towarzyszy. Kleopatra jest zmęczona. Medyk radzi jej okłady z liści i kontemplację gwiazd. Królowa postanawia wypłynąć w tym celu łodzią na Nil. Rycerzowi przekazuje hasło: Perły i zorza! Prosi Psymacha o opróżnienie głowy Eroe z miłości. Rycerz rozmawia z Psymachem o winie, ucztach i miłości, która nie ogranicza się do jednego obiektu. Psymach musi odprowadzić pijanego ucznia zatrzymanego przez straże. Kleopatra wymyka się ku Nilowi. Rycerz rozmawia z setnikiem o nowym triumwiracie w Rzymie: Cezar, Antoniusz, Lepidus i o dziwnym ludzie na północy, który kocha się w koniach i ma wężowe wąsy (zapewne o pra-Polakach). Nadbiega kapłan z wiadomością, że wypatrująca koniunkcji Szechera oślepła na widok komety. Kapłan biegnie jej szukać dalej. Rycerz rozmyśla nad tajemnicami nocy aleksandryjskiej. Pojawia się Szechera i o brzasku dnia prorokuje o nadchodzącej na świat ciemności i końcu państwa egipskiego. Następnie zapowiada, wobec ukrytej w cieniu Kleopatry, śmierć Cezara z rąk skrytobójców.

### Akt III (Samotność i zgon)

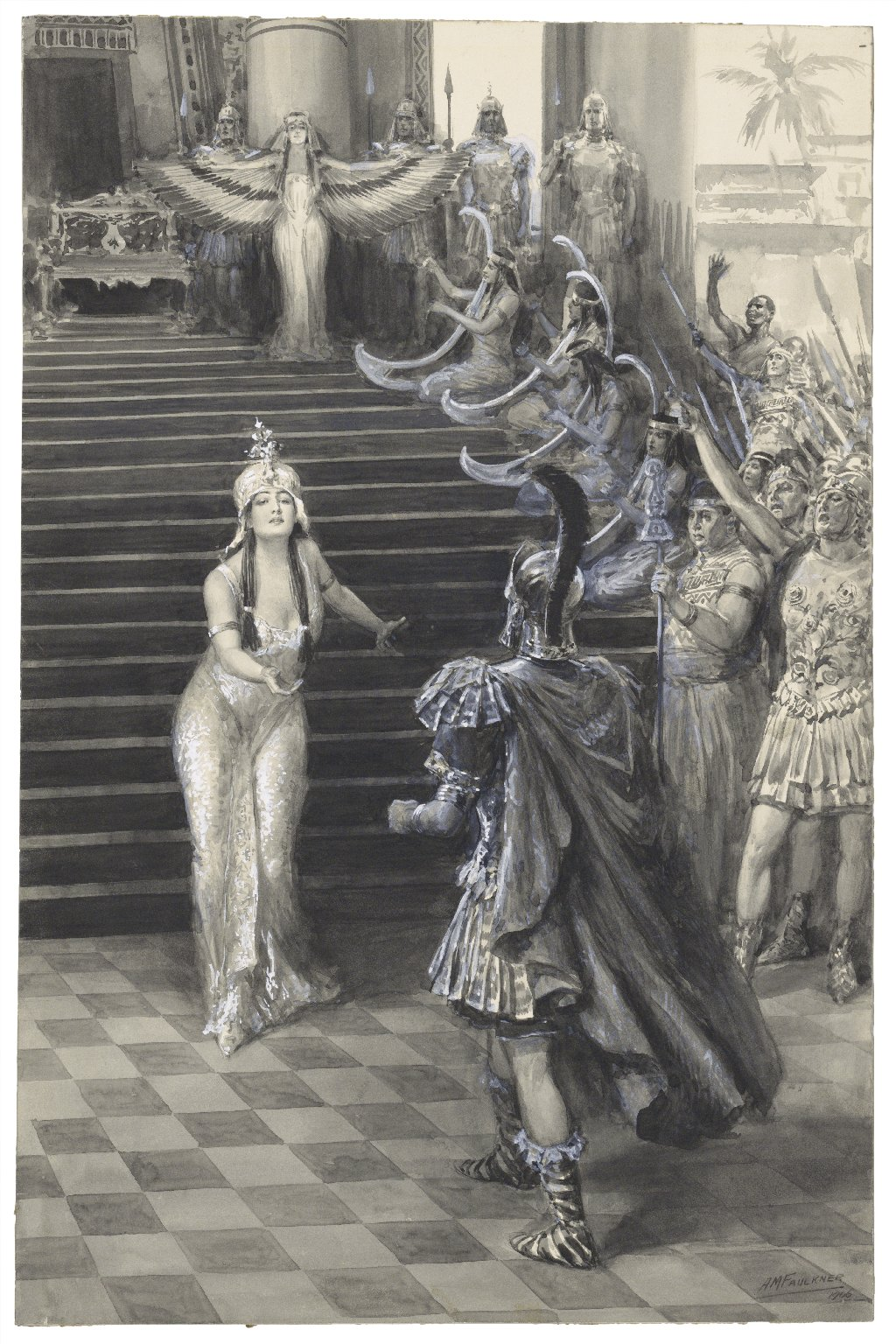
Spotkanie Antoniusza i Kleopatry. A. M. Faulkner. 1906.

(Urywek): Olimp i Eukast rozmawiają o tym, że królowa po śmierci Cezara ukryła się w grobowcu i nie mówi odtąd niczego, co by miało treść. Gdy do Egiptu przybyły skrzynie wdowy Kalpurni, zawołała tylko: haracz Rzymu.
Kleopatra rozmyśla w grobowcu. Dopóki żył Cezar, zasłaniał jej swą wielkością Rzym. Rzym jest również wielki, ale dzięki zbrodni. Jego wielkość przesłania społeczeństwo. Jego mężczyźni potrafią dzielić z kobietą tylko swe słabości. Kobiety potrafią tylko przyklasnąć ich publicznym triumfom. Wielkość Rzymu nie cierpi człowieka. Sponiewierała jej ojca, potem ją, wydając dwukrotnie za mąż za dzieci, jej braci. Ugięła jak byk, łeb przed wielkim człowiekiem, przed Cezarem, by go rozedrzeć rogami. Eroe opowiada królowej o szaleństwie Szechery i o wrażeniu, jakie wywarło na Marku Antoniuszu jej uroczyste powitanie go w Efezie, który jednak narzeka, że Kleopatra schroniła się w grobach. Królowa odpowiada, że postanowiła olśnić Antoniusza, choć przed Cezarem stanęła w prostej sukience; że daje Antoniuszowi to, czego on potrzebuje: wspólne przejażdżki, wędkowanie. Jej służąca wymyśliła, żeby nurek nakładał Antoniuszowi ryby na haczyk. Daje mu miłość, jakiej potrzebuje. Ona sama szuka samotności, ale czasem chciałaby się rozerwać i potrzebuje wodza i wojska, bo egipskie jest niewiele warte. Kondor zdaje sprawę z prowadzonych prac budowlanych. Rycerz ostrzega królową, że z wieści roznoszonych przez gońców trudno wysnuć czy wojna jest czy będzie, a Antoniusz jest wodzem, którego Fortuna i Victoria nie kochają tak bardzo, nadto bardzo lekkomyślnym. Kleopatra pozostawia jednak to co będzie bogom. Deliusowi, wysłanemu przez Antoniusza, przekazuje, że posłów od Oktawiana, których przyjął, zaprosi na turniej, żeby ich olśnić wspaniałością królowej Egiptu, przybrana w strój kapłanki Izydy. Skończywszy posłuchania każe Eroe usypać siedem kopczyków z piasku, oznaczających siedem wzgórz Rzymu i depcze je wychodząc.
Psymach, Olimp i Kondor rozmawiają o budowie amfiteatru i wytworności aleksandryjczyków łączących w sobie greckość ze wschodniością. Psymach wspomina swego niewolnika Wenedo-Scytę (a więc pra-Polaka), który świetnie wszystko naśladował, ale nie był w stanie niczego stworzyć, a taki miał kłopot z podjęciem decyzji, że raz gdy miał wybrać jednego z dwóch panów, rozpękł się na dwoje. Zapytany o wojnę Psymach bardziej kłopocze się jak spełnić wolę królowej, aby nekropolia przekształcała się w amfiteatr i jak olśnić przybyłych gości. Ubolewa nad brakiem odważnych krytyków, którzy by potrafili osądzić dzieło. Pozostali rozmówcy krzepią się jego postawą w sprawie wojny i wiarą w potęgę Kleopatry. Wpada Her zachwycony spotkaniem wspaniałego męża i półboga, Antoniusza. Ujęty jego zapałem wódz mianuje go liktorem i wygłasza pochwałę zapału i brawury. Obecni podziwiają w nim gościa i pana Egiptu. Antoniusz flirtuje z Eroe i przekazuje jej posłanie dla jej pani. Eukast dając pouczenia chłopcom w sprawie podawania naczyń sławi wielkość i wspaniałość egipskiego ceremoniału. (Dalej tekst uszkodzony): Psymach uważa, że artysta winien zatracić się w swym dziele. Przed amfiteatrem zbierają się tłumy ciekawe zamorskich delegacji. Psymach wygląda znawców, którzy by docenili wymowę budowli. (Tekst się urywa).
Kleopatra i  Antoniusz zasiadają w amfiteatrze. Antoniusz daruje królowej swą bibliotekę – 200 tysięcy woluminów. Królowa nie chce apoteozy, uważa się za najmniej idealną kobietę pośród Egipcjanek. Ma nadzieję, że bogowie znudzili się Rzymem i przeniosą stolicę świata w inne miejsce. Tymczasem z Antoniuszem czekają na posłów, którzy wędrują śladami Cezara. Antoniusz, który kocha życie, drwi z ich grobowych upodobań. Kleopatra zarzuca Markowi, że czasem ją rozumie, choć zawsze ma dla niej uczucie. Antoniusz broni się, że jak Apollo zachowuje równowagę między intelektem a uczuciem. Posłowie czekają na posłuchanie. Kleopatra wita przybyłych jako królowa świata. Rzymski poseł Plankus widzi w niej królową przez jej wdzięki. A Dolabella wskazuje na swą rzymską togę, znak że Egipt został zhołdowany przez Cezara. Antoniusz zrzuca swą togę i podaje ramię Kleopatrze, która wstępuje na tron. Psymach wychwala królową za pomysł rozbudowania grobowców w amfiteatr, tak by się nekropolia łączyła z życiem publicznym a w razie potrzeby zmieniała w twierdzę. Rycerz oznajmia, że sznur żołnierzy posłańców jest gotów w każdej chwili poderwać do boju pięćset galer. (Tu tekst się urywa).
(Urywek ostatniej sceny): Pobity Antoniusz wspomina, pijąc wino z Herem, swoje zmagania u boku Cezara i pomszczenie go pod Filippi. Obdarza Hera tytułem kawalerskim. Przepowiada, że czas Cezara, Pompejusza i jego, którzy chcieli dla świata epopei, przeminął, że nadchodzi czas praktycznych rycerzy i gdyby nawet który z bogów z Olimpu zstąpił, to by go sprzedali na posługacza. Na prośbę Antoniusza Her dobywa miecza i z okrzykiem w obronie własnej przebija go.

## Interpretacje
Akcja utworu toczy się w Aleksandrii i jej okolicach w latach 48-30 p.n.e. Fabuła skupia się wokół trzech postaci: Kleopatry, Juliusza Cezara i Marka Antoniusza. Występuje też wiele innych postaci historycznych. Jednym z założeń tragedii jest kontrpropozycja w stosunku do Antoniusza i Kleopatry Williama Szekspira. Norwid przywiązuje większą niż Szekspir wagę do historii i tła społecznego epoki. Starannie odtwarza tło obyczajowe Rzymu, Grecji, a zwłaszcza Egiptu. Autor pogłębia charakterystyki Kleopatry i Cezara. Kleopatra ma wiele cech typowych dla norwidowskich „wielkich dam” – jej kaprysom i niedojrzałym zachowaniom towarzyszy często głęboka refleksja i zdolność do wielkich uczuć.
Wiodące znaczenie w dramacie ma sprawa kultury martwej i żywej. Rzym, który reprezentuje Cezar, symbolizuje młodą kulturę. Według Cezara Rzym to naród-wychowawca, który nie niszczy indywidualności podbitych ludów, gdyż zachowuje ich prawa i obyczaje. Karci natomiast tylko ich nadużycia. Egipt reprezentuje cywilizację zastygłą w tradycji. Ojczyzna Kleopatry jest w stanie upadku. To naród „między Sfinksem a Mumią wychowany”, czyli między martwą przeszłością a zagadkową przyszłością. Kleopatra kocha Cezara i pragnie zbliżyć się do niego także po to, aby być „pośredniczką ludów”. Chce przybliżyć Egipt do Rzymu.
Kleopatra i Cezar to tragedia uniwersalna, odnosząca się do losu narodu na poziomie metafory. Norwid w postaci królowej Kleopatry stworzył portret kobiety-towarzyszki. Kleopatra i Cezar są wyidealizowani, to ludzie wielkich czynów, a jednocześnie kochankowie, którzy spotkali się za późno i musieli się za wcześnie rozstać – najpierw ze sobą, potem ze swoimi planami, a na końcu z życiem.

## Spektakl telewizyjny
Na podstawie utworu Norwida powstał spektakl telewizyjny Kleopatra i Cezar. Premiera odbyła się 8 września 1969. Reżyserem i autorem scenariusza jest Kazimierz Braun, a realizacją telewizyjną zajął się Tadeusz Worontkiewicz.

## Kleopatra i Cezarna scenie
| premiera             | teatr                                                | reżyser                |
| -------------------- | ---------------------------------------------------- | ---------------------- |
| 19 grudnia 1933      | Teatry Miejskie, Lwów                                | Konstanty Tatarkiewicz |
| 7 października 1956  | Teatr Polskiego Radia                                | Jerzy Kierst           |
| 26 czerwca 1962      | Teatr Propozycji Dialog, Koszalin                    | Henryka Rodkiewicz     |
| 15 czerwca 1967      | Teatr Narodowy, Warszawa                             | Mieczysław Górkiewicz  |
| 12 grudnia 1968      | Teatr im. Juliusza Osterwy, Lublin                   | Kazimierz Braun        |
| 8 września 1969      | Teatr Telewizji                                      | Kazimierz Braun        |
| 28 września 1971     | Teatr Polskiego Radia                                | Tadeusz Minc           |
| 5 kwietnia 1975      | Teatr im. Cypriana Kamila Norwida, Jelenia Góra      | Grzegorz Mrówczyński   |
| 18 października 1975 | Teatr Współczesny im. Edmunda Wiercińskiego, Wrocław | Kazimierz Braun        |
| 27 stycznia 2012     | Teatr Rampa na Targówku, Warszawa                    | Grzegorz Mrówczyński   |